# Rudolf Knoll (český politik)
Rudolf Knoll (18. března 1844 Karlovy Vary – 23. dubna 1914 Karlovy Vary), byl rakouský a český právník a politik německé národnosti, koncem 19. století poslanec Českého zemského sněmu a Říšské rady.

## Biografie
Vystudoval Vídeňskou univerzitu a Innsbruckou univerzitu. V říjnu 1869 získal titul doktora práv. Působil na praxi v právní kanceláři Alfreda Knolla a dr. Wunschheima v Karlových Varech. Později byl samostatným advokátem v Karlových Varech. Od roku 1875 se výrazněji angažoval v lokálním politickém životě, když byl poprvé zvolen do obecního zastupitelstva, v němž zasedal po téměř třicet let. Advokacii se potom již nevěnoval. V období let 1880–1903 byl okresním starostou v Karlových Varech. Zasadil se o výstavbu moderní silniční sítě v okolí lázeňského města (cca 80 kilometrů nových silnic). Četné obce v západních Čechách ho jmenovaly čestným občanem. V roce 1892 mu byl udělen Řád Františka Josefa.
V 80. letech 19. století se zapojil i do zemské politiky. Ve volbách v roce 1883 byl zvolen na Český zemský sněm za kurii venkovských obcí (obvod Karlovy Vary – Loket – Bečov). Za týž obvod obhájil mandát i ve volbách v roce 1889 a volbách v roce 1895. Ve volbách roku 1901 a volbách roku 1908 byl do sněmu zvolen za kurii obchodních a živnostenských komor (obvod Cheb).
Zasedal také v Říšské radě (celostátní zákonodárný sbor), kam poprvé usedl roku 1895 do kurie obchodních a živnostenských komor (obvod Cheb). Nastoupil 23. listopadu 1895 místo Ernsta Plenera. Mandát obhájil ve volbách do Říšské rady roku 1897.
Patřil mezi německé liberály (takzvaná Ústavní strana). Na Říšské radě byl dlouho členem klubu Sjednocená německá levice, ze kterého vystoupil roku 1896. Pak patřil k Německé pokrokové straně.
V letech 1896–1902 předsedal spolku karlovarských ostrostřelců. Byl zetěm Heinricha Mattoniho. Jeho bratr Philipp Knoll byl lékařem a patologem, rovněž zasedal po jistou dobu v zemském sněmu.
Zemřel v dubnu 1914.